# Saison 2007 de l'équipe cycliste Agritubel
L'équipe cycliste Agritubel faisait partie en 2007 des équipes continentales professionnelles.

## Effectif
| Cycliste              | Date de naissance | Nationalité | Équipe 2006           |
| --------------------- | ----------------- | ----------- | --------------------- |
| Linas Balčiūnas       | 14.02.1978        | Lituanie    |                       |
| Aivaras Baranauskas   | 06.04.1980        | Lituanie    |                       |
| Émilien-Benoît Bergès | 13.01.1983        | France      | Auber 93              |
| Freddy Bichot         | 09.09.1979        | France      | La Française des jeux |
| Manuel Calvente       | 14.08.1976        | Espagne     |                       |
| Cédric Coutouly       | 26.01.1980        | France      |                       |
| Hans Dekkers          | 07.08.1981        | Pays-Bas    |                       |
| Moisés Dueñas         | 10.05.1981        | Espagne     |                       |
| Romain Feillu         | 16.04.1984        | France      | Néo-pro               |
| Mikel Gaztañaga       | 05.12.1979        | Espagne     | Atom                  |
| Eduardo Gonzalo       | 25.08.1983        | Espagne     |                       |
| Cédric Hervé          | 14.11.1979        | France      | Bretagne-Jean Floc'h  |
| Nicolas Jalabert      | 13.04.1973        | France      | Phonak                |
| José Alberto Martínez | 10.09.1975        | Espagne     |                       |
| Juan Miguel Mercado   | 08.07.1978        | Espagne     |                       |
| Samuel Plouhinec      | 05.03.1976        | France      |                       |
| Anthony Ravard        | 28.09.1983        | France      | Bouygues Telecom      |
| Denis Robin           | 27.06.1979        | France      |                       |
| Benoît Salmon         | 09.05.1974        | France      |                       |
| Benoît Sinner         | 07.08.1984        | France      |                       |
| Nicolas Vogondy       | 08.03.1977        | France      | Crédit agricole       |

## Victoires
Victoires sur l'UCI Europe Tour 2007
| Date       | Course                                                           | Pays        | Classe | Vainqueur        |
| ---------- | ---------------------------------------------------------------- | ----------- | ------ | ---------------- |
| 10/03/2007 | 2e étape des Trois Jours de Flandre-Occidentale                  | Belgique    |        | Hans Dekkers     |
| 23/03/2007 | Classic Loire Atlantique                                         | France      |        | Nicolas Jalabert |
| 20/04/2007 | 2e étape du Rhône-Alpes Isère Tour                               | France      |        | Nicolas Vogondy  |
| 01/05/2007 | Tour de Vendée                                                   | France      |        | Mikel Gaztañaga  |
| 17/05/2007 | 1re étape du Grande Prémio Internacional Paredes Rota dos Móveis | Portugal    |        | Mikel Gaztañaga  |
| 03/06/2007 | Boucles de l'Aulne                                               | France      |        | Romain Feillu    |
| 09/06/2007 | 3e étape du Tour de Luxembourg                                   | Luxembourg  |        | Romain Feillu    |
| 23/06/2007 | 2e étape des Boucles de la Mayenne                               | France      |        | Nicolas Vogondy  |
| 24/06/2007 | Classement général des Boucles de la Mayenne                     | France      |        | Nicolas Vogondy  |
| 23/08/2007 | 2e étape du Rothaus Regio-Tour                                   | Allemagne   |        | Moisés Dueñas    |
| 26/08/2007 | Classement général du Rothaus Regio-Tour                         | Allemagne   |        | Moisés Dueñas    |
| 15/09/2007 | Classement général du Tour de Grande-Bretagne                    | Royaume-Uni |        | Romain Feillu    |
| 11/10/2007 | Paris-Bourges                                                    | France      |        | Romain Feillu    |

## Classement sur l'UCI Europe Tour

### Individuel
Classement à l'UCI Europe Tour 2007 des coureurs de l'équipe Agritubel.
| Rang | Coureur         | Points |
| ---- | --------------- | ------ |
| 6    | Romain Feillu   | 384    |
| 39   | Nicolas Vogondy | 215    |
| 72   | Moisés Dueñas   | 169    |
| 73   | Mikel Gaztañaga | 168    |

### Équipe
L'équipe Agritubel a terminé à la 7e place avec 1215 points.